# X.509
En criptografia X.509 és un estàndard ITU-T per a una infraestructura de clau pública (PKI) per a inici de sessió única (SSO) i Privilegi d'Administració de la Infraestructura (PMI). X.509 especifica, entre altres coses, els formats estàndard per a certificats de clau pública, les llistes de revocació de certificats, els certificats d'atributs, i un algorisme de ruta de certificació de validació.
X.509 va ser publicat oficialment el 1988 i començat conjuntament amb l'estàndard X.500 i assumieix un sistema jeràrquic estricte d'autoritats certificants (ACs) per emissió de certificats. Això contrasta amb models de xarxes de confiança, com PGP, on qualsevol node de la xarxa (no només les ACs) poden signar claus públiques, i conseqüentment avalar la validesa de certificats de claus d'altres. La versió 3 de X.509 inclou la flexibilitat de suportar altres tecnologies com ponts i malles. Es pot utilitzar en una web de confiança peer to peer (p2p) del tipus OpenPGP, però des de 2004 gairebé no s'utilitza.